# Parco nazionale del Bryce Canyon
Il parco nazionale del Bryce Canyon è un piccolo parco nazionale situato nel sud-ovest degli Stati Uniti nello stato dello Utah. L'area protetta comprende il celebre Bryce Canyon che, nonostante il nome, non è propriamente un canyon ma un enorme anfiteatro originatosi dall'erosione del settore orientale dell'Altopiano di Paunsaugunt (in inglese: Paunsaugunt Plateau). Il Bryce Canyon è celebre per i caratteristici pinnacoli, gli hoodoos, prodotti dall'erosione delle rocce sedimentarie fluviali e lacustri, erosione dovuta all'azione di acque, vento e ghiaccio. Le rocce hanno un'intensa colorazione che varia dal rosso, all'arancio al bianco.
Il Bryce ha una superficie di 145 km² ed un'altitudine che varia tra 2400 m e 2700 m. I primi colonizzatori del canyon furono i mormoni che si insediarono a partire dal 1850, e fu chiamato così grazie a Ebenezer Bryce che si insediò in questa area nel 1875. L'area venne proclamata monumento nazionale nel 1924 e istituito come Parco nazionale del Bryce Canyon nel 1928.

## Storia
Il parco nazionale del Bryce Canyon è situato nel sud-ovest dello Utah al limite est dell'Altopiano di Paunsaugunt; nonostante l'asprezza dell'ambiente quest'area è stata occupata da varie popolazioni negli ultimi 10000 anni. Alla fine dell'era glaciale popolazioni preistoriche usavano questa zona come riserva di caccia e così anche gli antichi abitanti dei Pueblo, gli indiani Paiute raccoglievano pinoli e organizzavano cacce al coniglio su vasta scala. I pionieri mormoni portarono l'acqua dal plateau alla valle sottostante scavando un canale di irrigazione lungo 16 km che permise lo sviluppo dell'agricoltura in quest'area altrimenti arida.

### Nativi americani
La popolazione di Fremont e gli Anasazi occuparono probabilmente quest'area tra il 200 e il 1200, alcune tracce sono state ritrovate nella zona sud del parco. In seguito gli indiani Paiute iniziarono ad utilizzare la regione dell'Altopiano di Paunsaugunt come riserva di caccia stagionale e come luogo di raccolta ma non crearono mai insediamenti permanenti.
Il popolo Paiute elaborò una leggenda secondo la quale prima della comparsa degli indiani i 'Legend People' (To-when-an-ung-wa) vivevano nel Bryce canyon, erano in molti e diverso tipo, uccelli, lucertole e altri animali, ma nessun uomo. Per qualche ragione questi Legend People erano malvagi così il dio Coyote li trasformò tutti in sassi e si possono vedere ancora oggi come pinnacoli del parco, le loro facce colorate di rosso tramutate in roccia. Questo posto ha preso il nome di Angka-ku-wass-a-wets (volti dipinti di rosso).

### I pionieri

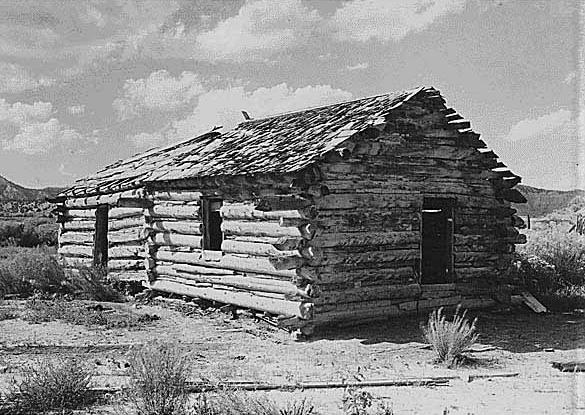
La baita di Ebenezer Bryce

Nel 1776 una spedizione spagnola, guidata dai frati francescani Silvestre Velez de Escalante e Francisco Atanasio Dominguez, passò nello Utah meridionale al confine con l'Arizona e probabilmente furono i primi europei a vedere i pinnacoli del Bryce Canyon. Una serie di altre spedizioni e molti uomini della frontiera attraversarono questa terra alla ricerca di nuove rotte verso la California fino alla metà del 1800.
Nel 1874 un gruppo di famiglie fondò la città di Clifton, dove si incontrano il fiume Paria con Henrieville Creek. Ebenezer Bryce e la sua famiglia arrivarono a Clifton nel 1875 ma si trasferirono immediatamente più a monte, nella valle di Henderson. Bryce aiutò a realizzare un canale di irrigazione che partiva dal fiume Paria e costruì una strada attraverso le rocce per facilitare l'accesso ai boschi. La gente iniziò, quindi, a chiamare Bryce Canyon l'anfiteatro dove terminava questa strada.
Ebenezer Bryce, con la sua famiglia, si trasferì in Arizona nel 1880, ma il suo nome rimase legato a questo luogo. Ebenezer Bryce descrisse il canyon come "il posto peggiore dove perdere una mucca", questa frase ancora oggi è utilizzata per enfatizzare la tortuosità del labirinto formato dai pinnacoli del canyon. La città di Clifton fu abbandonata nel 1877 e vennero in seguito fondate Cannonville e Henrieville. L'opera dei pionieri permise di trasformare questa terra ostile in pascoli per il bestiame, che insieme allo sfruttamento dei boschi ne furono le principali fonti di sostentamento. L'allevamento del bestiame era già ben sviluppato nel Bryce Canyon ancor prima dell'insediamento del 1870. Tra il 1903 e il 1929 l'allevamento del bestiame era consentito solo con l'autorizzazione del servizio forestale, dopodiché il controllo passò al parco che si impegnò a trasferirlo al di fuori dei confini del parco stesso, operazione portata a termine nel 1964.

### La nascita del parco
La persona che più contribuì alla nascita del parco fu J. W. Humphrey, un supervisore del Servizio Forestale degli Stati Uniti, che si era trasferito a Panguitch, Utah, nel luglio del 1915. Gli venne suggerito di visitare l'area più orientale del Paunsaugunt Plateau e quando Humphrey arrivò sul margine del plateau in quello che oggi è noto come Sunset Point, rimase incantato. Da quel momento il suo pensiero principale fu come rendere accessibile al pubblico quel luogo. Humphrey fece una serie di foto e di filmati del canyon e li inviò all'ufficio centrale del servizio forestale e ai dirigenti della Union Pacific Railroad. Nel 1916 investì 50 dollari per mettere in sicurezza la strada che raggiungeva Sunset Point in modo da garantire l'accessibilità al traffico automobilistico.

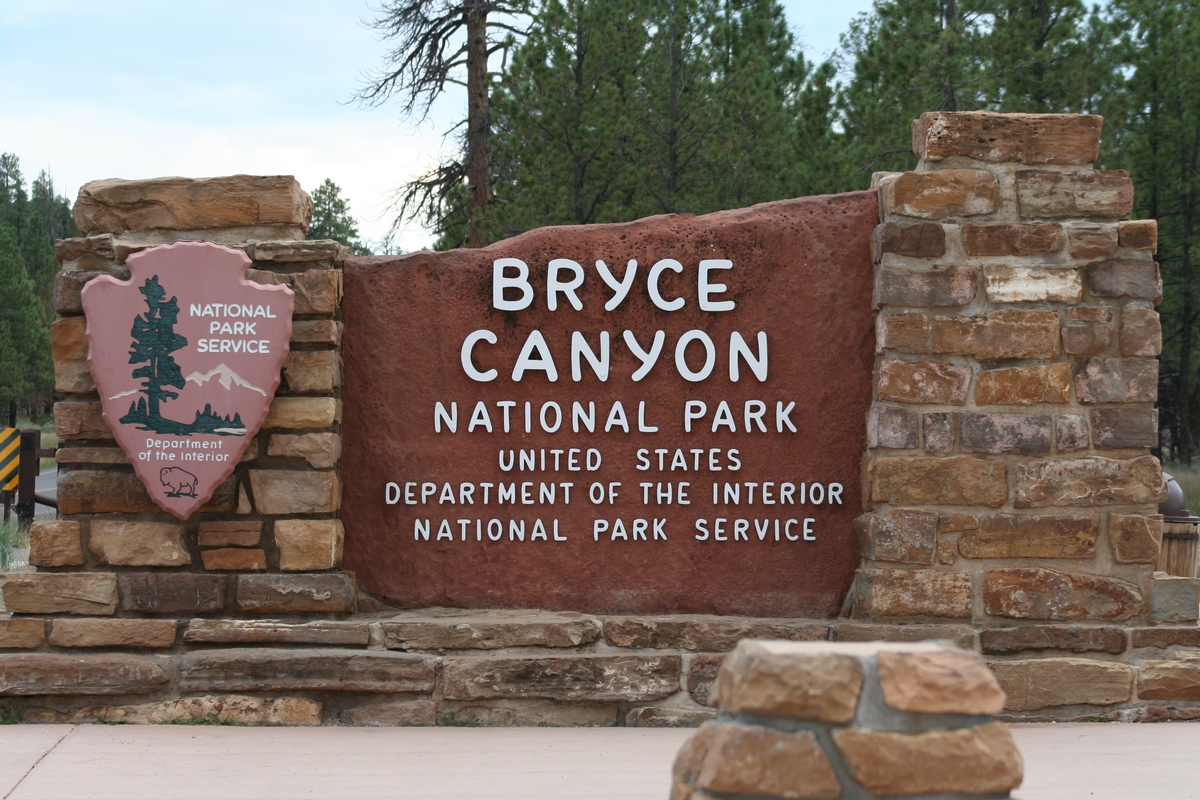
Ingresso del Bryce Canyon NP.

Nel 1919 due turisti provenienti da Salt Lake City in visita al Bryce Canyon, Ruby e Minnie Syrett montarono una tenda e iniziarono a distribuire cibo per le persone che intendevano trascorrere la notte al Sunset Point. Nel 1920 la famiglia Syrett costruì il Tourist's Rest, un ristorante di 22 m per 9 m con 8 o 10 piccole baite e una piattaforma per ballare all'aperto. Nel 1923 la Union Pacific Railroad rilevò il ristorante e la famiglia Syrett costruì il Ruby's Inn (attualmente di proprietà della catena Best Western) appena fuori dal parco.
Gilbert Stanley Underwood venne incaricato dall'Union Pacific Railroad di progettare un albergo vicino al Sunset Point, l'edificio principale fu ultimato nel maggio 1925 e la struttura fu completata nel 1927, una serie di baite vennero realizzate vicino all'albergo tra il 1925 e il 1929.
Il presidente Warren G. Harding proclamò il Bryce Canyon Monumento Nazionale l'8 giugno del 1923. Il 7 giugno 1924 il Congresso approvò la costituzione del Parco nazionale dello Utah e impegnava il governo federale ad acquistare tutta la terra all'interno del parco. Il 25 febbraio 1928 tutta la terra era nuovamente di proprietà del governo e venne costituito ufficialmente il Parco nazionale del Bryce Canyon.
Nel 1930 venne completato il tunnel Zion-Monte Carmel, grazie al quale venivano collegati il Bryce, lo Zion, il Cedar Breaks e la sponda nord del Grand Canyon, i treni potevano trasportare passeggeri fino a Cedar City e dei bus portava i turisti ai 4 parchi.
La dimensione del parco venne ampliata agli attuali 14500 ettari nel 1931 grazie al Presidente Hoover, nello stesso anno il personale del parco completò 6,4 km di sentieri a piedi e a cavallo che congiungevano Sunset Point al Bryce Point, Bryce Point al Peek-a-boo Canyon e Sunrise Point a Campbell Canyon. Nel 1934 dei privati realizzarono la strada che porta a Rainbow Point. Durante gli anni 30 vennero realizzate una serie di infrastrutture, come il campeggio, vari parcheggi, recinzioni e sentieri.

## Fauna
Il Bryce Canyon ha un dislivello di circa 650 metri, questo fa sì che ci siano 3 zone climatiche distinte: la foresta di abeti, la foresta di pini di Ponderosa e la foresta di ginepri e pini. Questi diversi habitat fanno sì che ci sia un'elevata biodiversità, è così possibile vedere più di 100 specie di uccelli e decine di specie di mammiferi.

### Uccelli
Sono state avvistate all'interno del parco 175 differenti specie di uccelli, alcune solo di passaggio altre stanziali. Il Condor della California è il più grande uccello predatore del nord America, ma non è il più grande in assoluto; è decisamente raro, nel 1982 si contavano solo 22 esemplari in natura di questo uccello, grazie al programma di salvaguardia della specie nel 1995 il loro numero è salito a 103, attualmente la riproduzione di questa specie avviene quasi esclusivamente in cattività. 

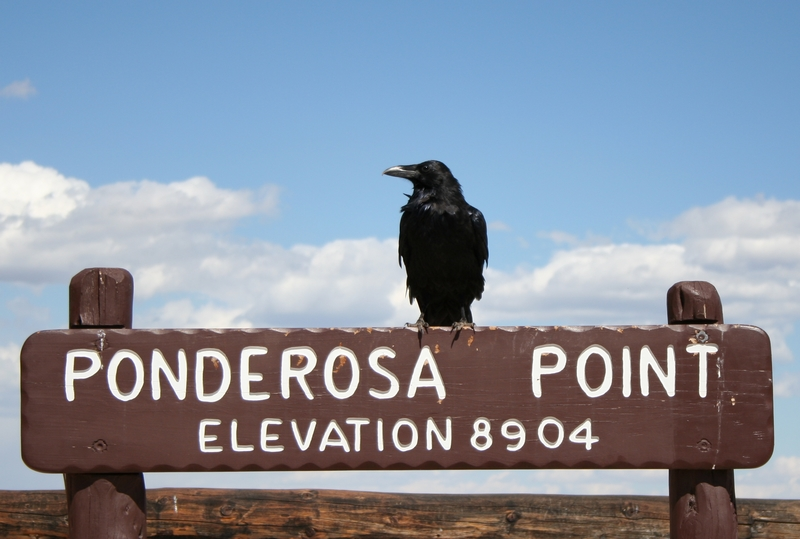
Corvo imperiale comune

La Nocciolaia di Clark gioca un ruolo importante nella riproduzione di alcune specie di pino, i pinoli di queste piante sono il principale alimento della nocciolaia e ne nasconde una parte come riserva nel terreno, tutti i semi non mangiati avranno buone probabilità di diventare pianta. Il falco pescatore è un piccolo falco molto specializzato, trova le sue prede volando sopra i bacini d'acqua e attende che la preda si avvicini sulla superficie per catturarla, costruisce il nido sugli alberi nei pressi dell'acqua; è facilmente visibile tra maggio e luglio. Il falco pellegrino è monogamo e la coppia dura per tutta la vita; minacciato di estinzione, si pensava dovesse scomparire alla fine del 900, invece il 20 agosto del 1999 è stato rimosso dalla lista delle specie in pericolo; è facilmente visibile in primavera ed estate, nel parco la sottospecie presente è il Falco peregrinus anatum. Il corvo imperiale comune è un uccello molto intelligente, è dotato di un linguaggio rudimentale che gli permette di comunicare idee ad altri membri della specie, gli inuit utilizzano questo animale per la caccia all'alce, è facilmente visibile durante tutte l'anno in qualunque habitat. La ghiandaia di Steller è un animale solitario e curioso non teme l'uomo ed è quindi facile essere avvicinati mentre si mangia, è comune soprattutto vicino alla foresta dei pini di Ponderosa lungo la sponda del canyon. La rondine verdeviola è facilmente visibile nei pressi dell'acqua e negli spazi aperti dove può cacciare gli insetti, è particolarmente comune al Sunset Point da aprile a settembre.

### Mammiferi
Nel Bryce Canyon ci sono 59 specie di mammiferi alcune delle quali sono facilmente visibili. Lo scoiattolo di terra dorato è una delle due specie di scoiattoli presenti nel parco insieme allo scoiattolo delle rocce, è molto diffuso soprattutto nelle aree da picninc e nei punti panoramici in quanto abituato a ricevere cibo dagli esseri umani ed è facilmente visibile in estate mentre in inverno va in letargo.

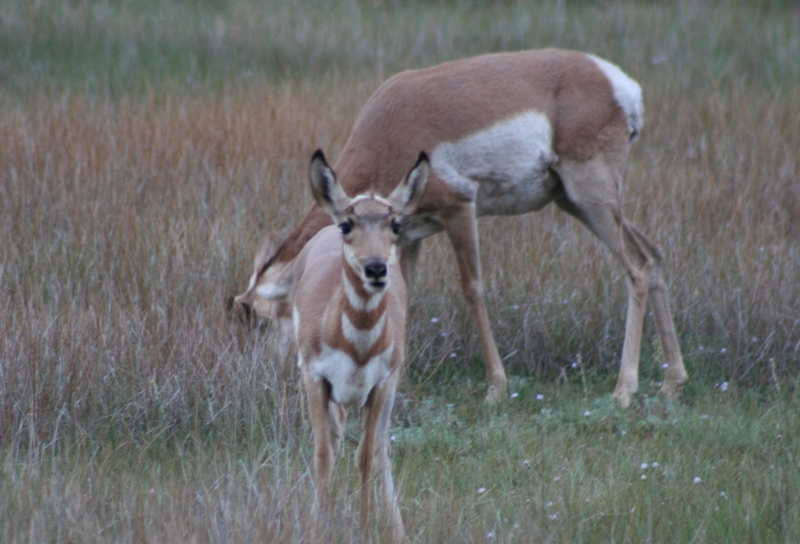
Antilocapra

Il puma, conosciuto anche come coguaro o leone di montagna, una volta molto diffuso in tutto il nord America, è attualmente presente solo nella Columbia Britannica e Alberta in Canada e nei 12 stati dell'ovest degli Stati Uniti d'America oltre alla Florida. È molto raro poterlo incontrare: le maggiori possibilità si hanno di notte nelle zone più remote del parco dove minore è la presenza umana e la stagione in cui è più attivo è l'inverno, in quanto la neve rallenta i movimenti delle prede rendendo più facile la sua caccia; è invece molto più facile scorgere le sue impronte. Il chipmunk è una delle 3 specie di tamias presenti nel parco ed è la più comune, non ha un periodo di letargo ma durante l'inverno si nutre del cibo che ha raccolto e nascosto in estate, vive normalmente nei tronchi degli alberi morti (Cip e Ciop della Disney erano esemplari di questo genere). Il cane della prateria dello Utah è stato reintrodotto nel Bryce Canyon nel 1973 all'interno del programma di salvaguardia dall'estinzione di questa specie, attualmente sono presenti 200 esemplari e si tratta della più grande colonia protetta, in estate è facile vederne nei prati lungo la strada che attraversa il parco nella zona nord. L'Antilocapra americana è uno dei mammiferi più diffusi nel parco ed è il mammifero più veloce del continente americano ed il secondo nel mondo, è facile avvistarne al tramonto in estate mentre pascola nei prati del parco. Il cervo mulo è il mammifero più diffuso nel parco ed è quindi facilissimo incontrarne lungo le strade o nei boschi.

### Rettili e anfibi
Essendo un parco freddo e in quota, il Bryce Canyon non è l'habitat ideale per rettili e anfibi, ciò nonostante 11 specie di rettili e 4 specie di anfibi sono presenti al suo interno. Il Crotalus oreganus è abbastanza raro tranne che durante le estati molto calde e asciutte, se le temperature sono sufficientemente elevate, è possibile vederlo anche di notte, le probabilità di imbattersi in uno di questi rettili aumentano al di fuori dei sentieri e il suo morso è velenoso nel 30-40% dei casi, infatti preferisce conservare veleno per predare invece che per difendersi. La Phrynossoma douglassi è visibile in estate anche se bisogna guardare con molta attenzione dato che si mimetizza molto bene con il terreno, a volte viene scambiata per un rospo per via del suo corpo schiacciato e largo. La Uta stansburiana è molto attiva in primavera, estate e autunno ed è molto diffusa all'interno del parco sotto i 2700 metri nelle zone con vegetazione rada e sui pendii rocciosi, nonostante l'elevata mortalità dei piccoli è molto comune grazie alla sua elevata capacità di riprodursi. Il Masticophis teaniatus è un colubridae non molto diffuso all'interno del parco, è più facile incontrarlo nella parte bassa del canyon, è possibile vederlo anche sulle piante in quanto si arrampica per cacciare uccelli. La salamandra tigre è la più grande salamandra vivente, è presente nello Swamp Canyon e nelle varie sorgenti presenti nel parco, le maggiori possibilità di avvistarla si hanno dopo forti piogge e di notte o al crepuscolo.

## Flora
Il parco può essere diviso in due zone, un'area desertica situata a quote basse e un'area umida situata in quota sul plateau, dove le piogge sono più abbondanti e in estate le temperature sono più miti. Le foreste di abeti e pioppi dominano la parte superiore del Paunsaugunt Plateau, il pino giallo domina a quote medie e le foreste di pino e ginepro a basa quota dove sono diffusi anche la quercia di Gambel, i cactus e la yucca. L'abete del Colorado, l'albero simbolo dello Utah, si trova principalmente su suoli umidi vicino ai ruscelli tra i 2400 e i 2500 metri. Il Pinus longaeva e il Pinus aristata sono gli organismi viventi più longevi della terra, crescono sulle versanti di roccia aridi o sulle creste tra i 2280 e i 3500 metri, sono visibili lungo il Fairyland Loop Trail e il Bristlecone Loop Trail al Rainbow Point, gli esemplari più antichi del parco si trovano allo Yovimpa Point e la loro età stimata è di 1600 anni. L'abete di Douglas cresce sui suoli umidi ma ben drenati o in zone più aride ma ombreggiate, è abbastanza comune nel parco e il più famoso esemplare si trova in Wall Street lungo il Navajo Loop Trail. Il Pinus flexilis cresce sulle pareti di roccia arida e sulle vette delle montagne più alte dove molti altri alberi non riescono a sopravvivere, tra i 1500 e i 3650 metri, i suoi rami sono particolarmente flessibili così non spezzarsi sotto il peso della neve o a causa del vento, l'esemplare più famoso nel parco è quello visibile al Sunrise Point oltre la ringhiera protettiva. Il pino del Colorado cresce su terreni aperti e asciutti tra i 1500 e i 2100 metri, il sistema radicali raggiunge la stessa dimensione della parte superiore dell'albero, è facile vederlo a bassa quota lungo il canyon. Il pino giallo cresce in zone con piogge moderate ad altitudini fra 1220 e i 2700 metri, è uno dei pini più alti del sud ovest degli Stati Uniti, è molto comune nel parco e non è improbabile imbattersi in esemplari in parte bruciati, questo è dovuto agli incendi controllati appiccati dai ranger per simulare l'effetto del fuoco naturale sulla sopravvivenza di questa pianta e in generale della foresta, il fuoco infatti uccide piante che altrimenti andrebbero ad occupare l'habitat del pino giallo.
Il pioppo tremulo cresce su suoli umidi ai bordi delle foreste di pini e abeti, è visibile lungo la strada che attraversa il parco a sud, le foto storiche del Bryce Canyon mostrano che in passato questo albero era molto più diffuso di oggi. Il ginepro delle Montagne Rocciose è visibile a bassa quota in aree molto assolate, sono caratteristici i suoi frutti blu ricoperti da uno strato di cera che permette di trattenere l'acqua. La Dasiphora fruticosa cresce nei prati subalpini al limite del bosco e nelle aree in vicinanze ai corsi d'acqua, i suoi fiori gialli sono visibili tra giugno e agosto e le sue foglie sono alimento per i cervi. La Castilleja parvula chiamata anche pennello del Bryce Canyon, è un raro membro della famiglia delle Scrophulariaceae che cresce solo in questo parco, è visibile lungo il Peekaboo Trail e il Queen's Garden Trail tra i detriti rocciosi in primavera. L'Iris missouriensis cresce nei prati aperti e umidi, questa pianta è molto tossica, le foglie hanno un'elevata concentrazione di un glicoside, l'irigenin 7-glucoside, che è velenoso sia per gli animali che per l'uomo, questo iris può essere visto in grandi gruppi a bassa quota.

## Geologia

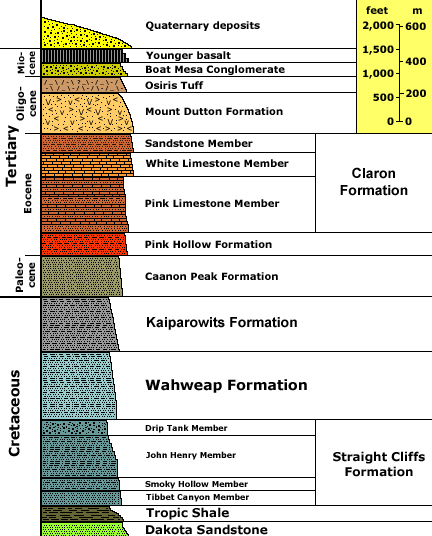
Stratigrafia del Bryce Canyon

L'anfiteatro del Bryce Canyon è rivelatore di una lunga storia geologica di sedimentazione ed erosione. Il Bryce Canyon non è un vero canyon in quanto non è stato scavato da un corso d'acqua, l'acqua è stata però un fattore importante sotto forma di ghiaccio e di agente chimico.
Per 200 giorni all'anno la temperatura oscilla intorno a 0 °C, durante il giorno l'acqua si infiltra nelle fratture della roccia, durante la notte si congela espandendosi del 9%. Sotto forma di ghiaccio l'acqua esercita una forte pressione sulla roccia che finisce per frantumarsi. In aggiunta le precipitazioni, che sono acide, sciolgono lentamente il calcare erodendo le cime e portando via i detriti.

### Hoodoos
I camini delle fate, chiamati anche hoodoos sono guglie alte e sottili di roccia che si sollevano dalla base di bacini aridi e dei calanchi. Il parco del Bryce Canyon contiene la maggiore concentrazione al mondo di queste formazioni, sebbene siano comuni nella regione degli High Plateaus nell'Altopiano del Colorado e nella regione di Badlands nel Northern Great Plains. La differenza tra gli hoodoos e le spirali consiste nel fatto che i primi hanno un corpo che varia di spessore, assomigliando spesso a dei totem, mentre le seconde hanno una superficie più liscia e uno spessore che si assottiglia dal basso verso l'alto.

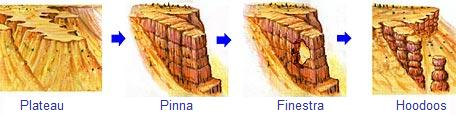
Processo di formazione degli hoodoos

Al Bryce Canyon i camini delle fate hanno un'altezza che va da 1,70 metri fino a 30 metri. Formati da strati di roccia sedimentarie di diversa durezza, le forme degli hoodoos sono scolpite dall'erosione. Il nome dato alla formazione rocciosa di cui gli hoodoos fanno parte, è la Formazione Claron. Questo strato è formato da diversi tipi di roccia, tra cui la siltite, l'arenaria e principalmente il calcare. Questa formazione si è originata tra i 30 e i 40 milioni di anni fa in un lago che copriva buona parte dello Utah occidentale. I minerali formatisi nei diversi tipi di roccia fanno sì che gli hoodoos abbiano diversi colori.
Due diversi processi legati all'acqua contribuiscono alla creazione di queste formazioni rocciose. Il primo è il congelamento/scioglimento dell'acqua infiltrata nella roccia, il secondo è la pioggia. Piogge acide sciolgono lentamente gli strati di calcare e quando raggiungono gli strati di siltite e arenaria l'azione erosiva rallenta grazie alla maggiore resistenza di queste rocce all'attacco degli acidi. Molti degli hoodoos più resistenti hanno in cima uno strato di dolomia, questa roccia si dissolve molto lentamente, quindi protegge gli strati sottostanti di calcare.
La velocità di erosione va da 0,6 metri a 1,3 metri ogni cento anni, di questo passo tra 3 milioni di anni il ramo orientale del fiume Sevier scorrerà attraverso l'anfiteatro e inizierà ad erodere la roccia finendo per formare un classico canyon. Il processo è inarrestabile, il solo camminare alla loro base contribuisce ad accelerare l'erosione.

### Pinne e Slot Canyon
Le pinne sono stretti muri di roccia divisi da fratture o giunti. Man mano che la pioggia e l'erosione ingrandiscono queste fratture, si vengono a formare gli slot canyon.

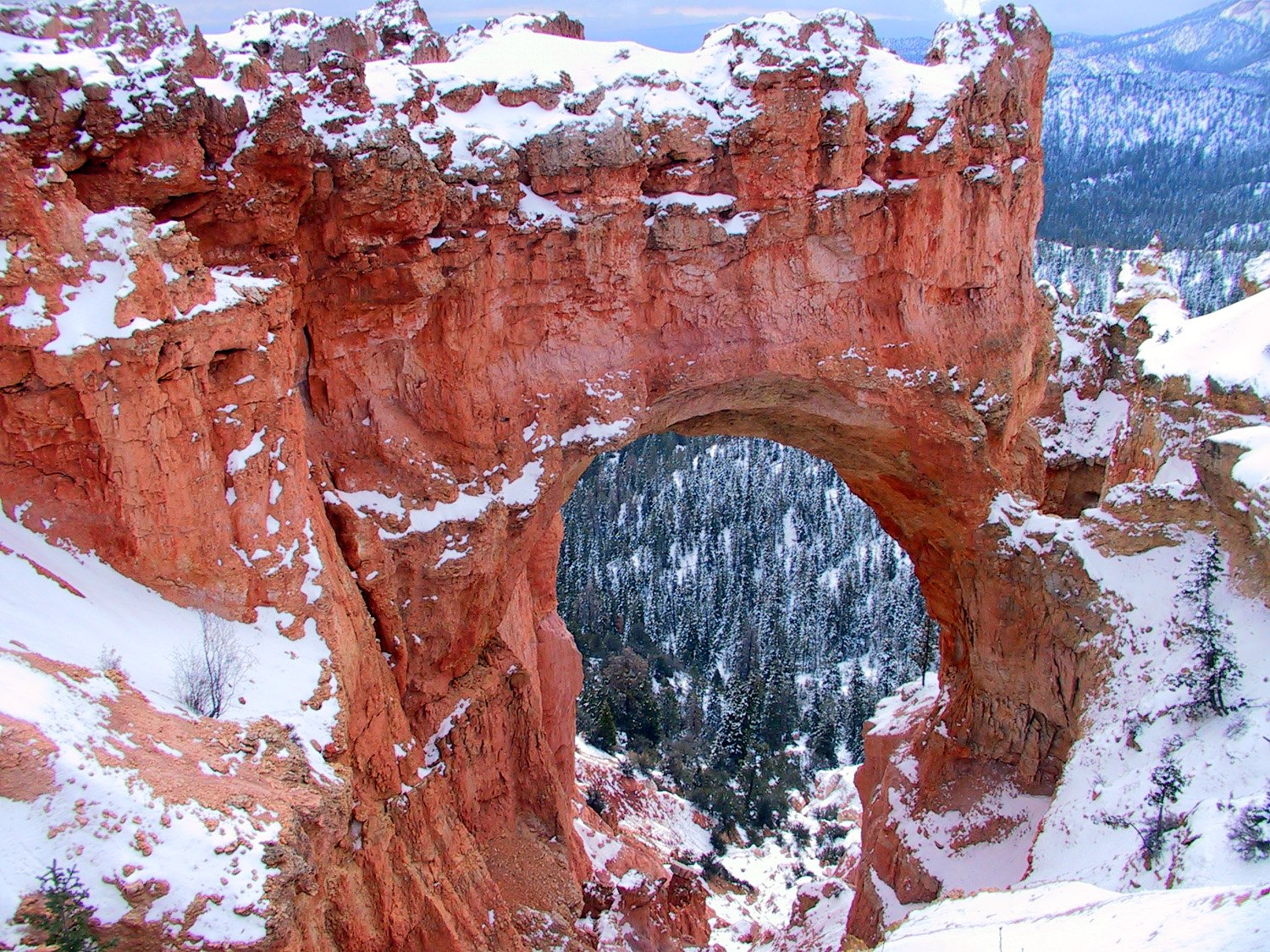
Natural bridge

I giunti sono molto comuni in tutte le rocce sedimentarie e si formano nella stessa maniera in cui si originano le crepe nel fango mentre secca. Al Bryce Canyon i giunti sono sottoposti ad un ulteriore stress creato dell'enorme quantità di energia rilasciata durante i terremoti che si verificarono lungo la faglia di Paunsagunt e la faglia inversa di Ruby. Queste faglie sono attualmente dormienti ma alcuni milioni di anni fa la loro attività ha contribuito ad ampliare e a rendere più profondi i giunti. In inverno la neve che si scioglie penetra in questi giunti, di notte l'acqua ghiaccia e frattura la roccia in piccole parti. Nella tarda estate le regolari piogge pomeridiane contribuiscono a dilavare i detriti formatisi sotto l'azione del ghiaccio, venendo così a formare gli slot canyon.
La continua distruzione della roccia dovuta all'azione del ghiaccio e della pioggia a volte porta alla formazione di finestre e hoodoos.

### Archi
Gli archi o finestre sono buchi naturali che si formano lungo le fratture di muri di roccia sottili. Questi buchi devono avere un diametro di almeno 90 centimetri in due direzioni perpendicolari per assumere il nome di archi. Esiste una differenza tra archi e ponti da un punto di vista della loro formazione: i ponti sono scavati da acqua corrente invece gli archi sono scavati da qualunque altro elemento naturale. Al Bryce Canyon molti degli archi sono stati scavati da infiltrazioni di ghiaccio. Gli archi continuano ad ingrandirsi mano a mano che l'erosione procede, fino a quando la volta non collassa dando vita agli hoodoos. All'interno del parco ci sono centinaia di archi e il più grande ed anche più accessibile è il Natural Bridge che si trova a metà della strada principale.

### Grand Staircase
Il Grand Staircase è un'immensa sequenza di strati sedimentari che si distende dal parco nazionale del Bryce Canyon al Grand Canyon passando attraverso il parco nazionale di Zion. Gli strati più vecchi di questa sequenza sono visibili al Grand Canyon, gli strati intermedi allo Zion e i più giovani sono visibili al Bryce Canyon.

## Attività
Il parco riceve un numero inferiore di visitatori rispetto al Parco nazionale di Zion e al Grand Canyon a causa della sua distanza da importanti centri abitati.
Il parco è aperto tutto l'anno, 24 ore al giorno. Il centro informazioni è aperto dalle 8 alle 20 da maggio a settembre, dalle 8 alle 18 ad ottobre, dalle 8 alle 16:30 da novembre a marzo e dalle 8 alle 18 ad aprile. Gli unici giorni di chiusura sono Natale e il giorno del Ringraziamento. In inverno alcune strade possono essere temporaneamente chiuse a causa delle tempeste di neve.

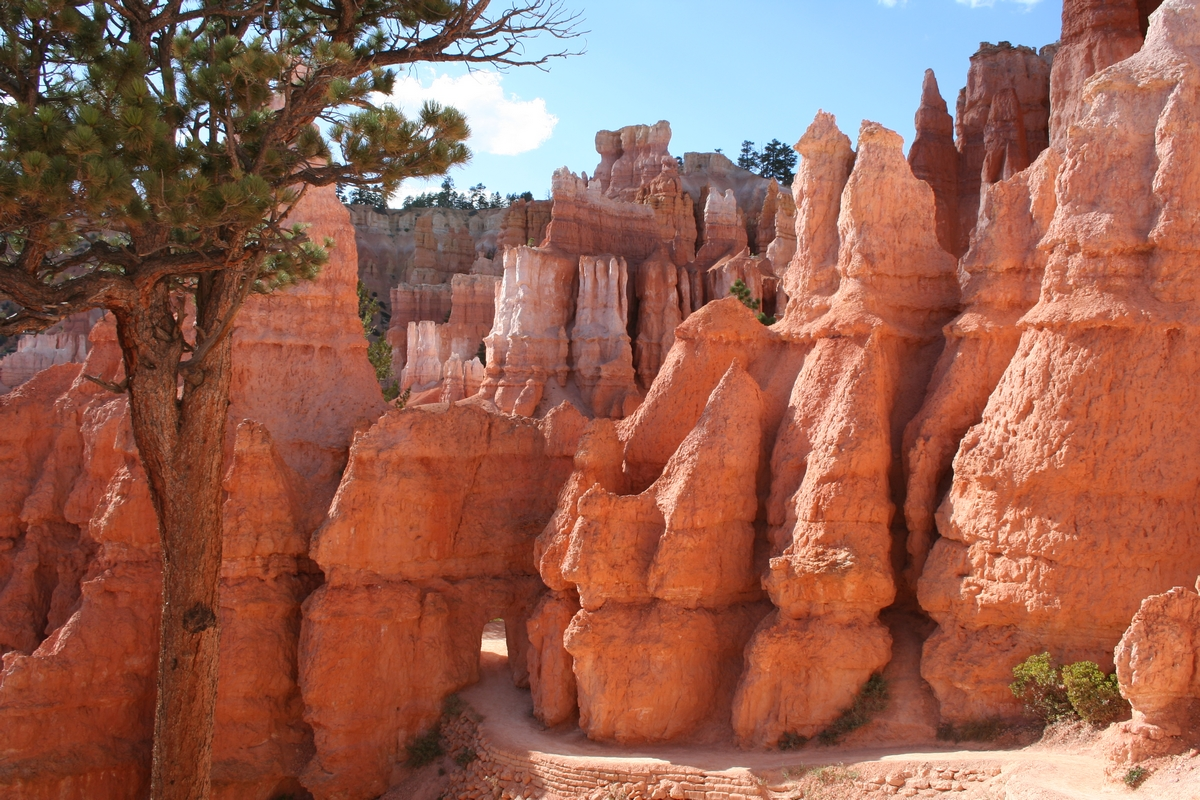
Queen's Garden Trail

L'ingresso al parco è a pagamento, ci sono tre campeggi e un hotel al suo interno, è anche possibile campeggiare liberamente nelle aree remote acquistando un apposito permesso dei ranger. È possibile muoversi all'interno del parco utilizzando la navetta che collega tutti i principali punti di interesse, il servizio è gratuito ma non obbligatorio, questo servizio rimane attivo da maggio a settembre.
Molte delle strutture del parco sono state costruite tra il 1930 e il 1960, in alcune sono state abbattute le barriere architettoniche mentre per altre l'accesso è possibile solo se assistiti. Il centro informazioni è accessibile a tutti i visitatori come anche l'hotel.

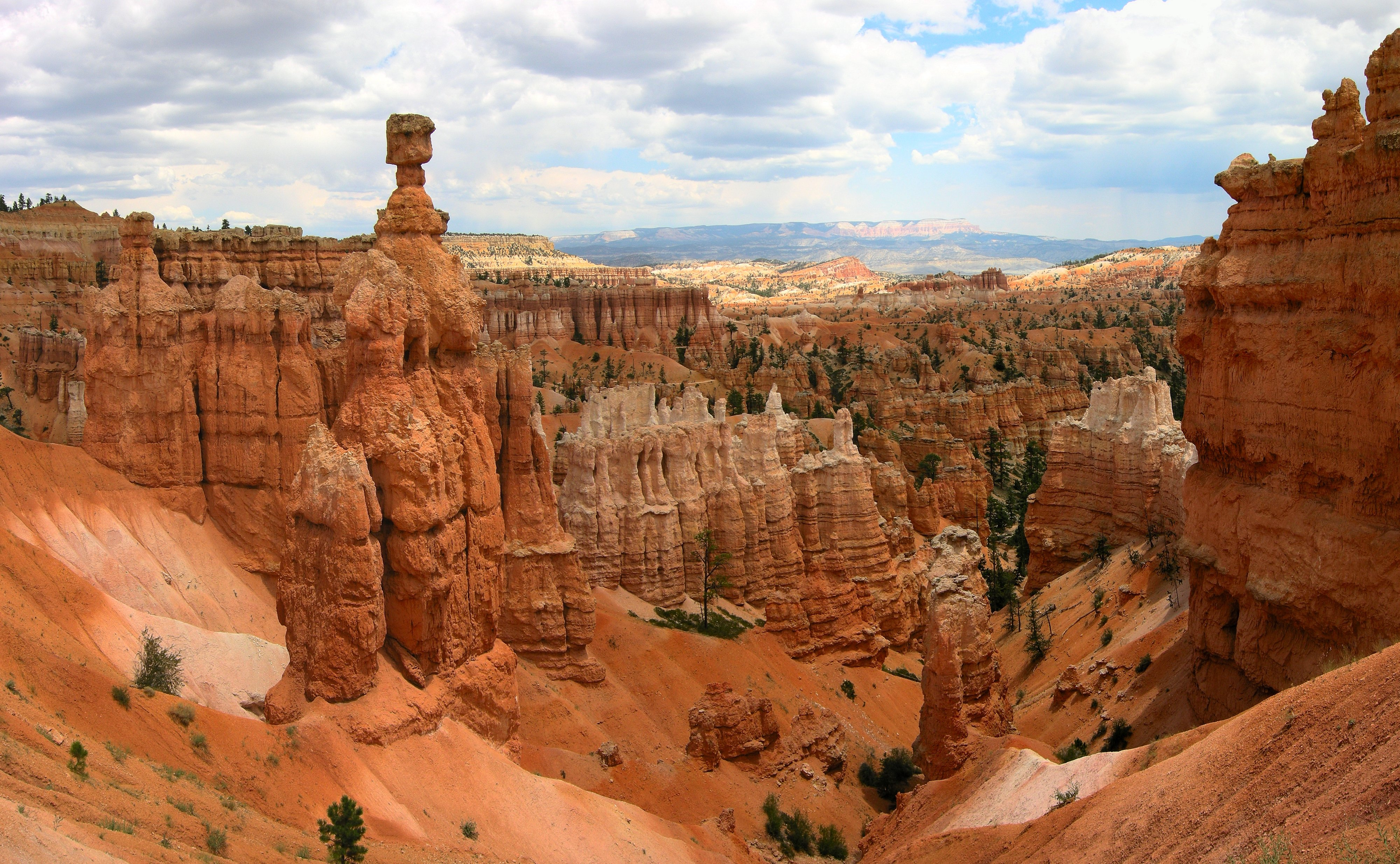
Thor's Hammer

Gli animali domestici sono consentiti solo sulle strade del parco, nei parcheggi o nel campeggio ma devono sempre essere controllati fisicamente, non gli è invece consentito stare sui sentieri o fuori di essi, nei belvedere, nelle zone remote, sui mezzi pubblici o negli edifici.
L'aria tersa e limpida aumenta la visibilità, inoltre il parco beneficia della sua posizione in quota e della distanza da centri abitati. Tutto ciò fa sì che le notti siano molto buie e sia così possibile vedere circa 7.500 stelle nelle notti senza luna, mentre di giorno la vista può spaziare fino a oltre 300 km. Ogni anno la Salt Lake Astronomical Society organizza un festival astronomico per celebrare la notte.
Nei giorni di plenilunio vengono organizzate escursioni della lunghezza di 3,2 km e della durata di 2-3 ore per poter ammirare l'effetto spettrale delle ombre degli hoodoos al sorgere della luna piena. L'escursione guidata da un ranger è gratuita, l'iscrizione è obbligatoria e non si può prenotare.

### Sentieri

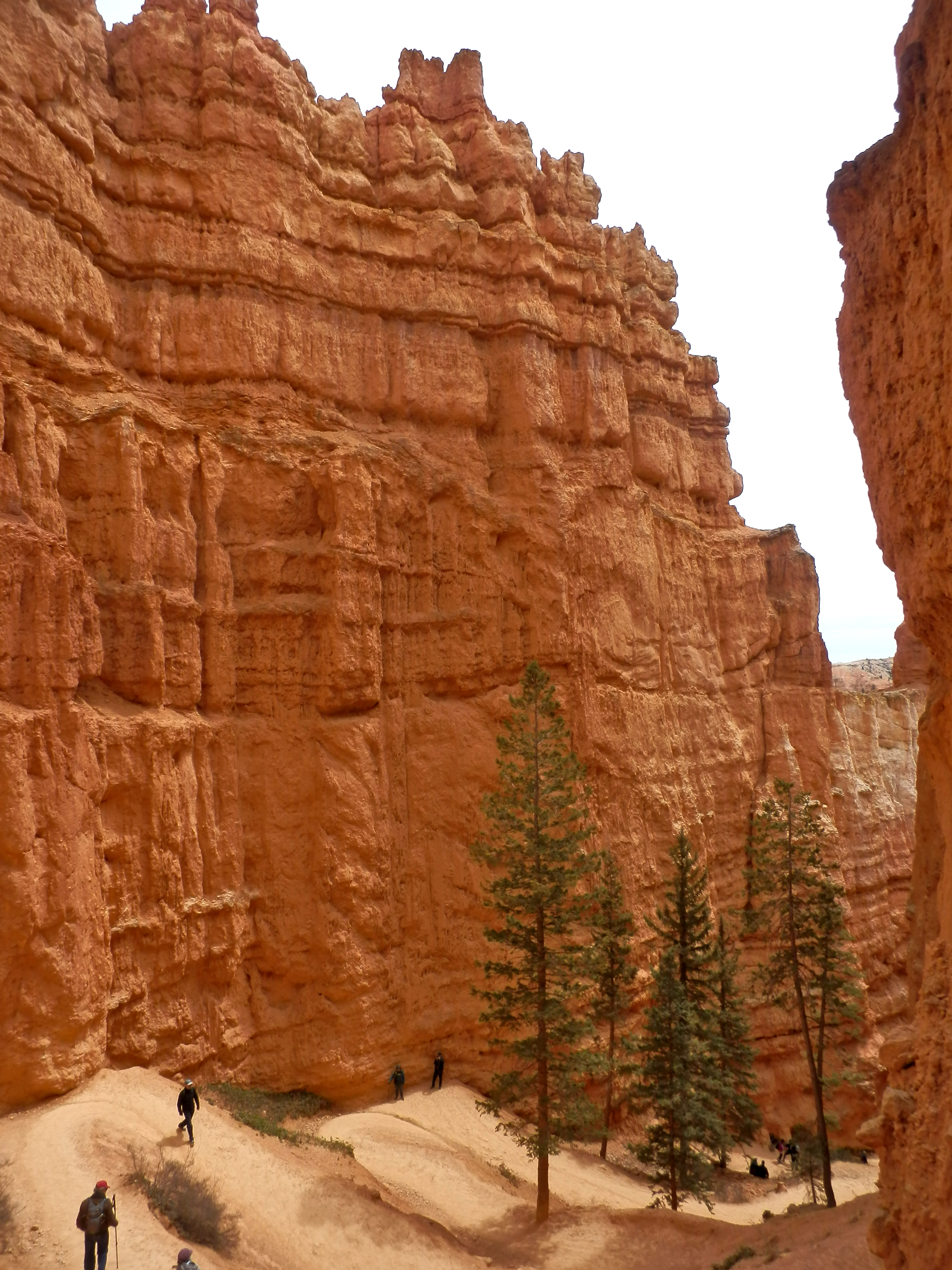
Navajo Trail

Il parco ha molti sentieri che variano sia in lunghezza che in difficoltà, questi percorsi portano ad una serie di punti di osservazioni e a molte delle formazioni rocciose più famose.
Mossy Cave (lunghezza 1,3 km): facile sentiero che porta nei pressi di una grotta e di una piccola cascata, attiva da maggio a ottobre.

### Passeggiate a cavallo

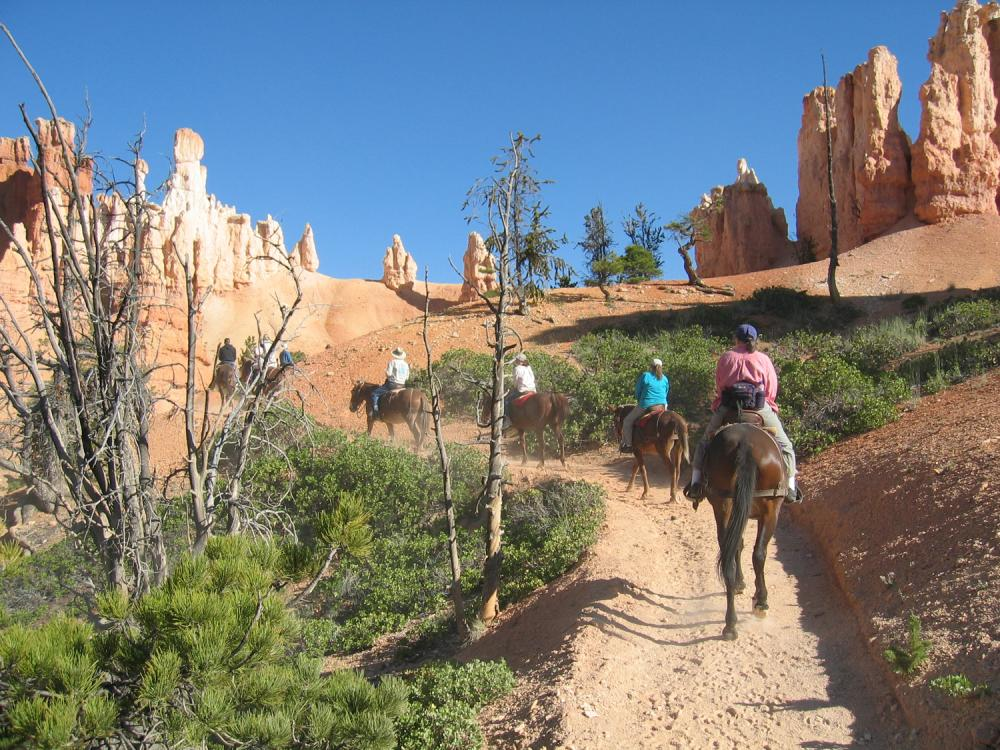
Passeggiate a cavallo al Bryce Canyon

È consentito l'uso di cavalli e dei muli in alcuni dei sentieri del parco, è proibito però addentrarsi nelle aree remote per trascorrervi la notte. Inoltre tutte le passeggiate a cavallo e coi muli devono essere autorizzate. All'interno del parco non vi sono strutture adatte ad accogliere cavalli durante la notte. Al centro informazioni sono disponibili mappe con riportati tutti i percorsi da compiere.

### Biking
Le biciclette non sono autorizzate lungo i sentieri del parco ma possono solo percorrere la strada principale che lo attraversa. Bisogna tenere presente che il parco si trova tra i 2400 metri e i 2700 metri, quindi risulta più difficile l'attività fisica che a bassa quota.

## Clima
Il Parco nazionale del Bryce Canyon si trova in una zona desertica in altura e in estate le temperature si avvicinano ai 30 °C, mentre in inverno le minime sono costantemente sotto lo 0 °C.

| Temperature in °C e precipitazioni in cm per mese |               |              |                  |                 |                      |
| Mese                                              | Media Massima | Media Minima | Massima Assoluta | Minima Assoluta | Precipitazione Media |
| Gen                                               | 4             | -13          | 17               | -34             | 4,3                  |
| Feb                                               | 5             | -11          | 19               | -34             | 3,6                  |
| Mar                                               | 8             | -8           | 24               | -25             | 3,6                  |
| Apr                                               | 13            | -4           | 28               | -21             | 3                    |
| Mag                                               | 19            | -1           | 32               | -15             | 2                    |
| Giu                                               | 24            | 3            | 36               | -7              | 1,5                  |
| Lug                                               | 28            | 8            | 36               | -4              | 3,6                  |
| Ago                                               | 27            | 7            | 34               | -8              | 5,6                  |
| Set                                               | 23            | 3            | 33               | -8              | 3,6                  |
| Ott                                               | 17            | -2           | 29               | -19             | 3,6                  |
| Nov                                               | 11            | -7           | 24               | -29             | 3                    |
| Dic                                               | 6             | -12          | 19               | -31             | 4,1                  |

## Galleria d'immagini

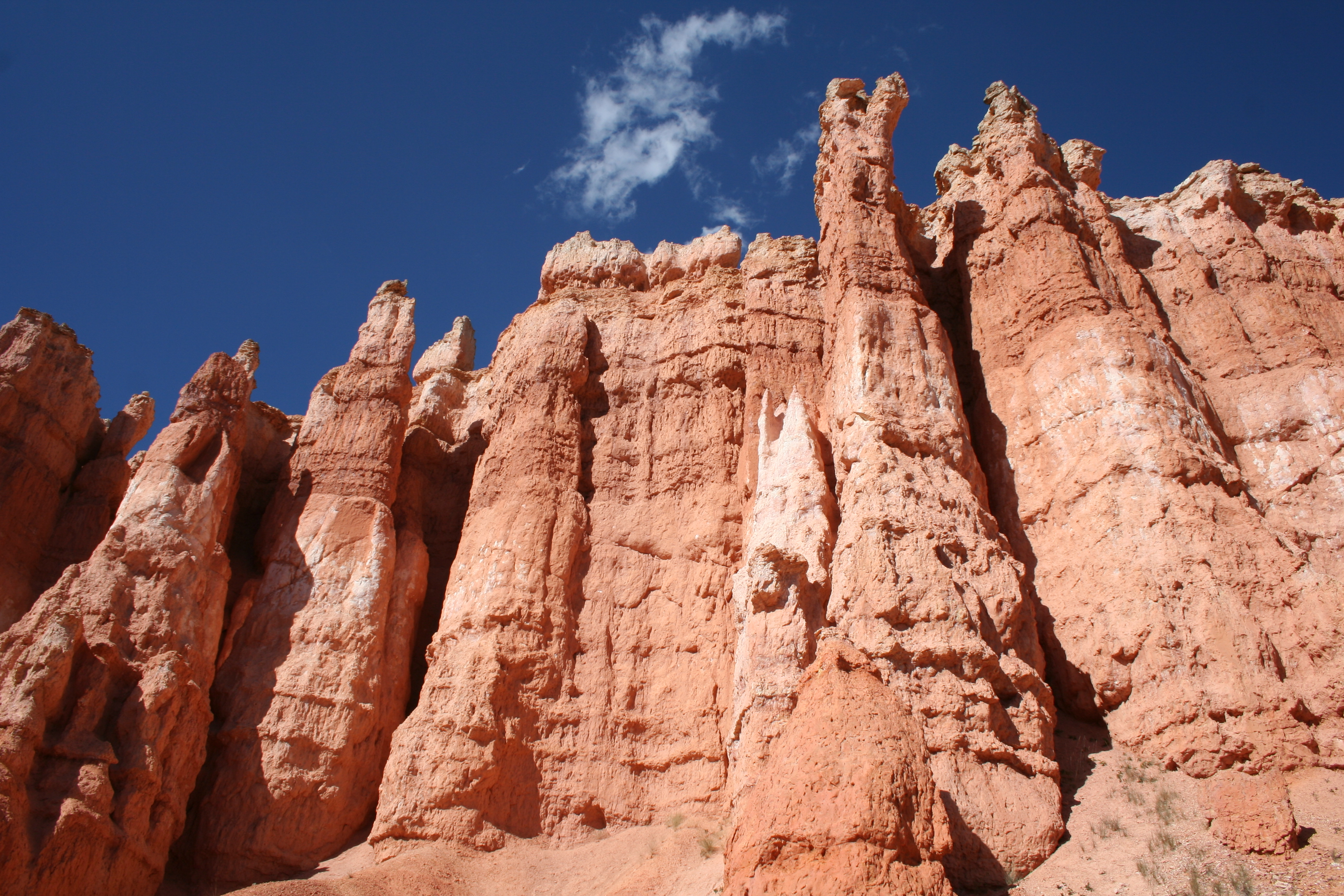
Queens Garden Trail
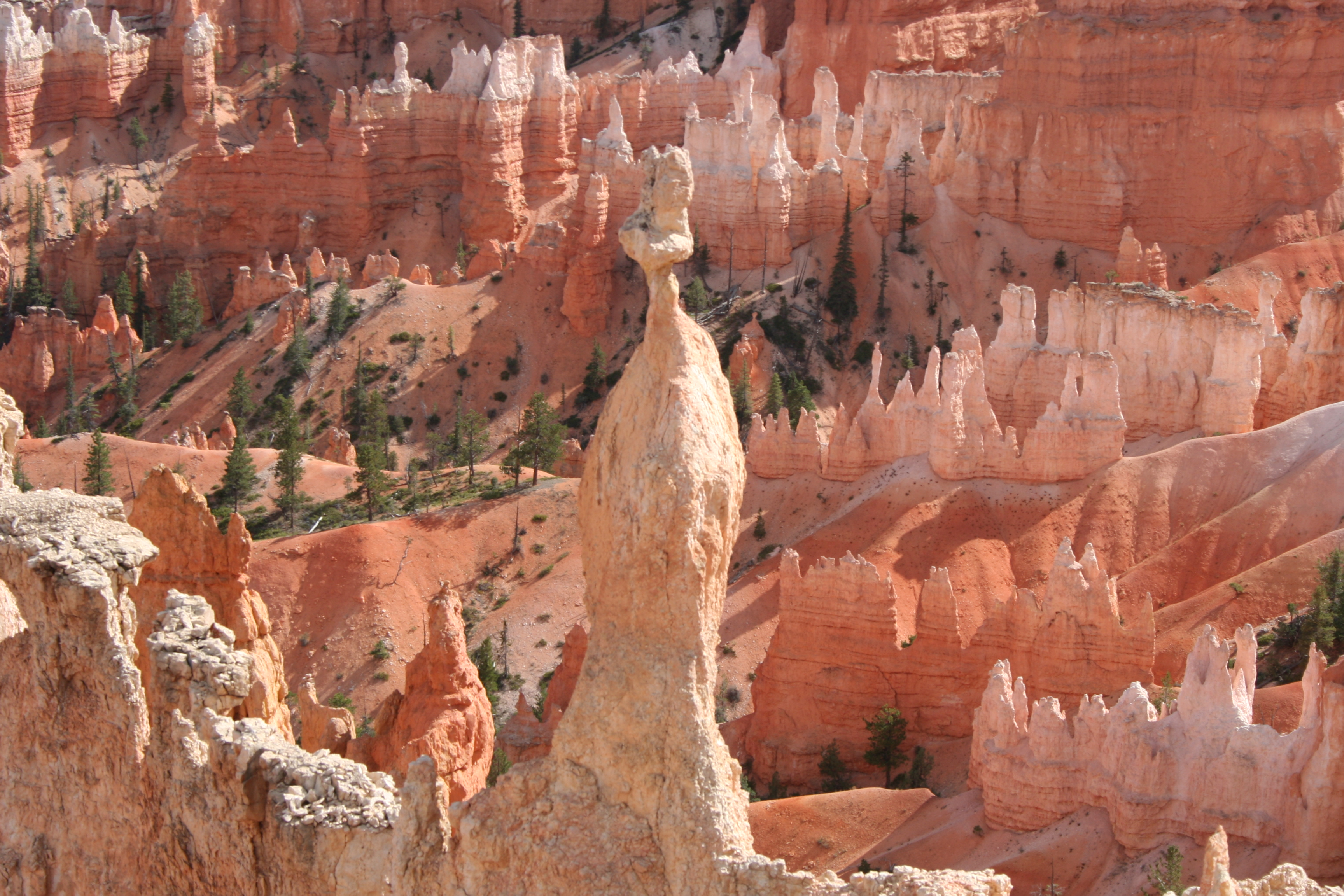
Queens Garden Trail
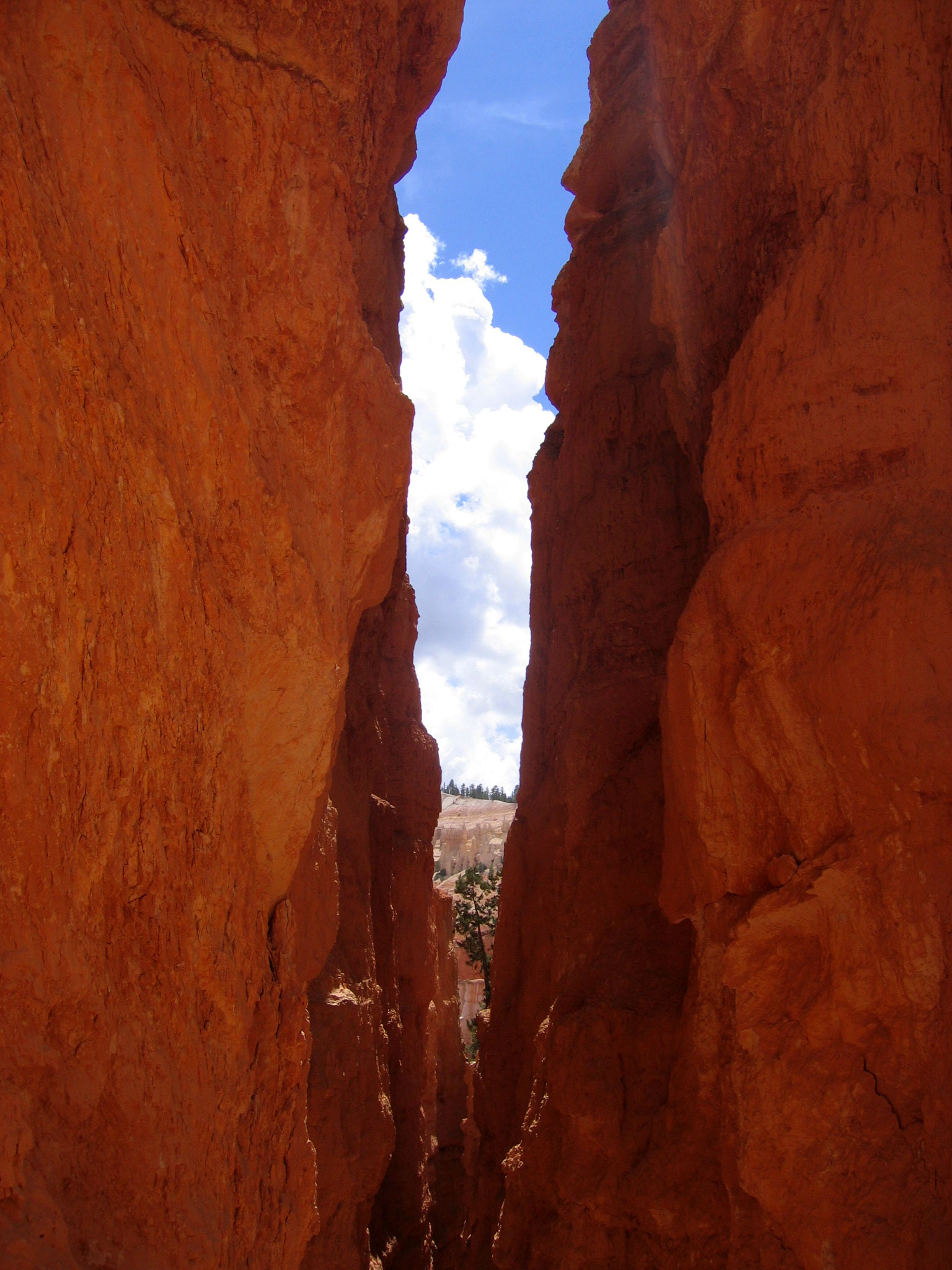
Bryce Canyon
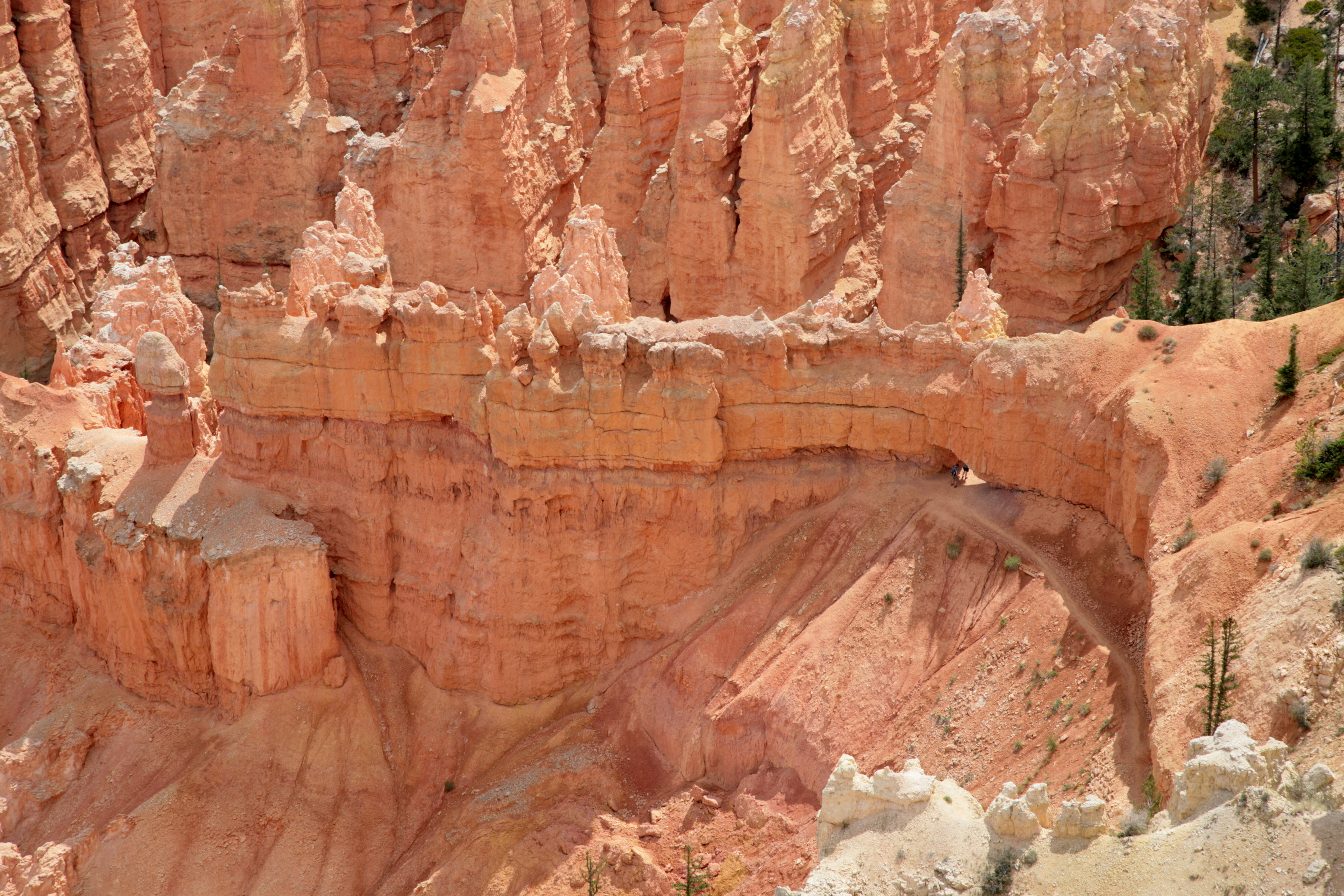
Queens Garden Trail
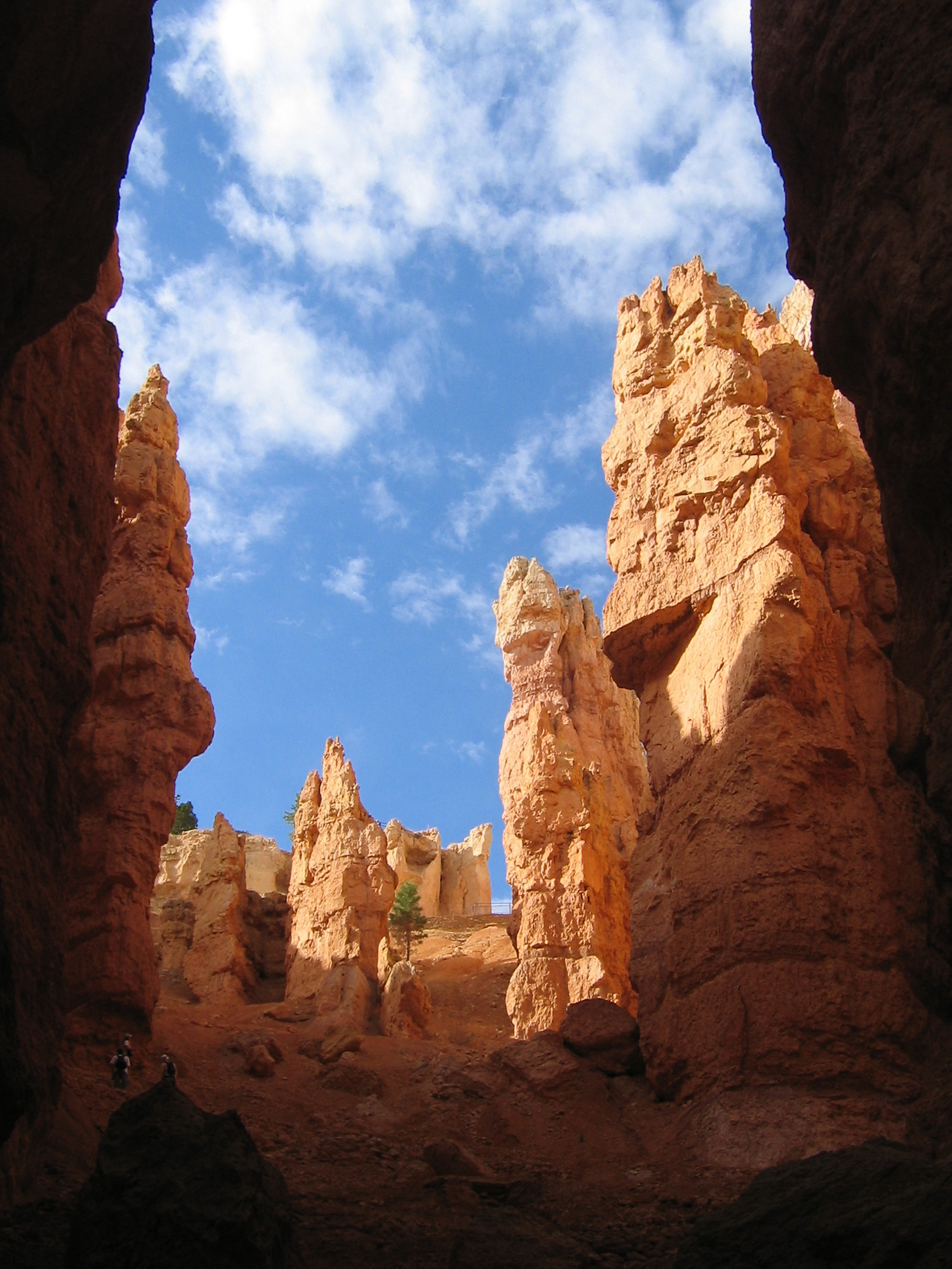
Navajo Loop Trail
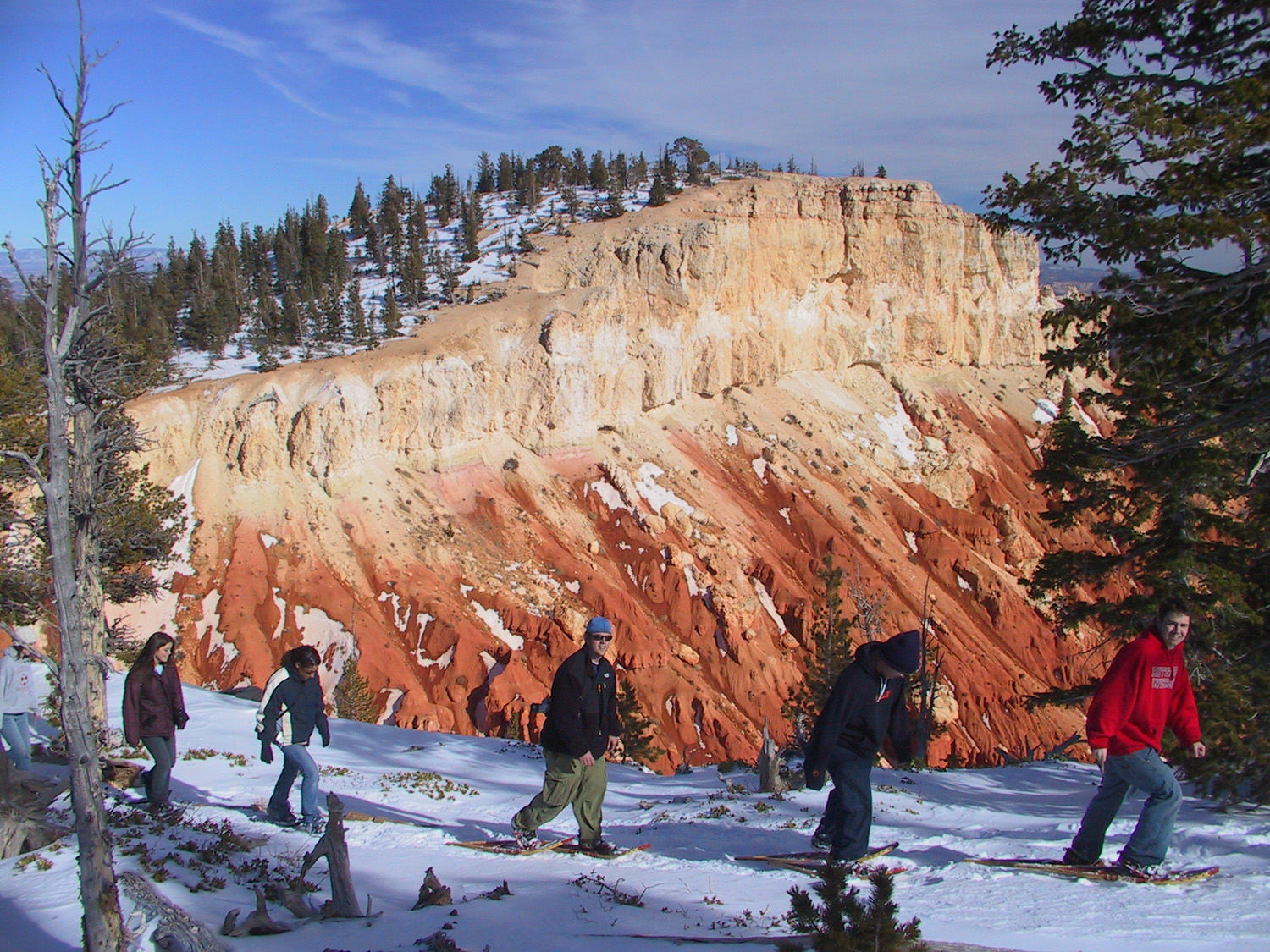
Ciaspolata al Bryce
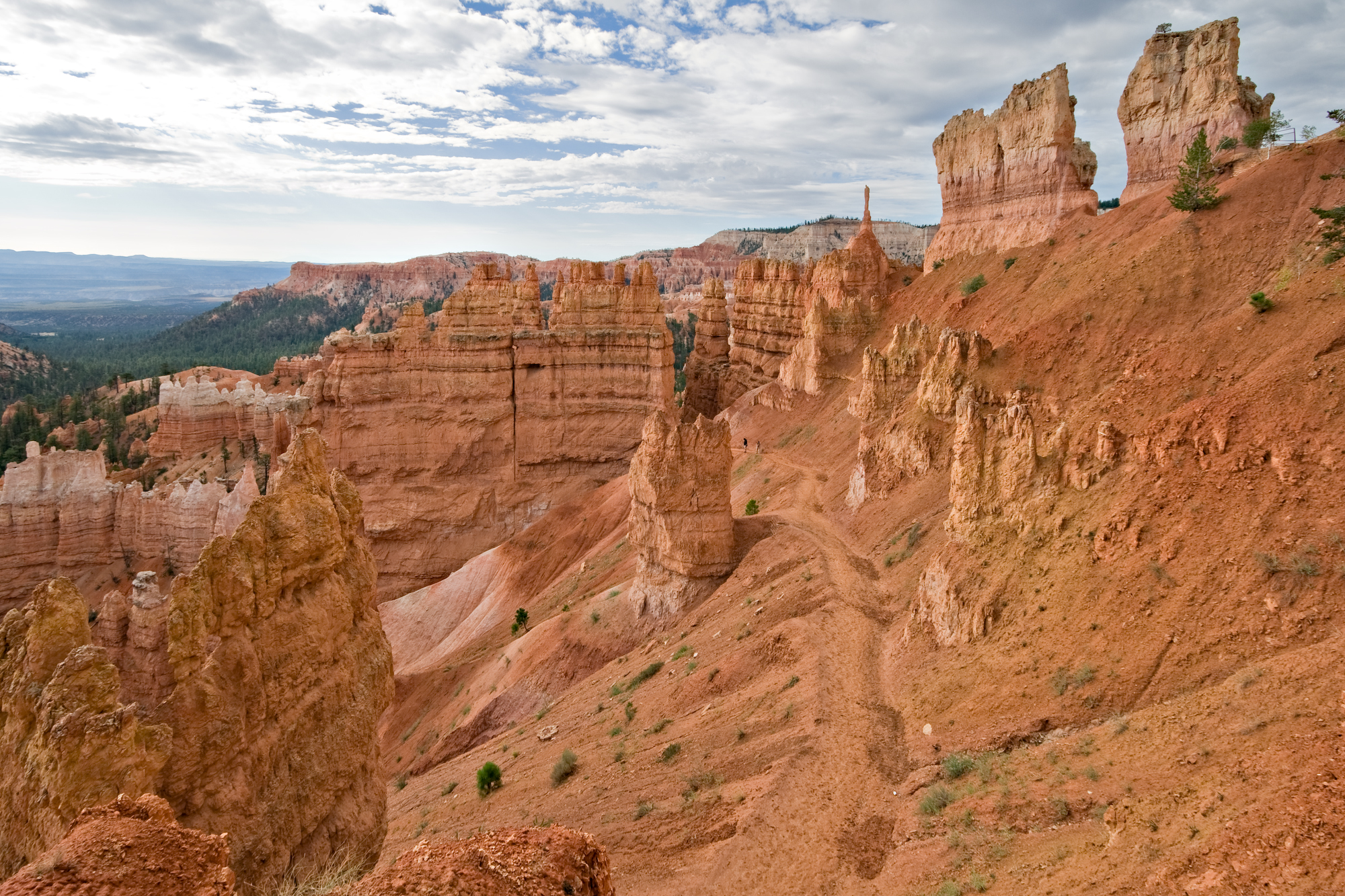
Bryce Canyon